# Christine Sagno
Pour les articles homonymes, voir Sagno (homonymie).
Christine Sagno, née en 1957 à Nzérékoré dans la région forestière est une spécialiste de la protection de l’environnement, de la faune et de la flore, haut cadre et femme politique guinéenne. 
Christine Sagno a été ministre de l’Environnement, des Eaux et Forêts, elle est présidente de l'agence nationale de financement des collectivités locales depuis 2018.

## Biographie

### Études
Elle est titulaire d’un diplôme d’études supérieures (DES) de l’institut polytechnique de Kankan en 1982, puis d'un diplôme d’études académiques (DEA), spécialisation faune et flore à Garoua (République du Cameroun) en 1991. 

## Carrière professionnelle
Avant sa nomination ministre, Christine Sagno a occupé le poste d’Inspectrice générale adjointe au ministère de l’Environnement, des Eaux et Forêts de mai 2014 à décembre 2015. 
Entre 2004 et 2011, elle était directrice nationale des eaux et forêts.  
De 1998 à 2004, elle a été chef de division faune et protection de la nature de 1998 à 2004, 
De 1995 en 1997, elle est assistante au projet de conservation des chimpanzés en Guinée (DNEF) de 1995 à 1997, ainsi directrice adjointe des espaces verts de Kissidougou de 1982 à 1985 et stagiaire dans la ferme agro-pastorale de Kissidougou (FAPA) de 1981 à 1982.